# Модева къща
Модевата къща (на гръцки: Οικία Μέλλιου) е къща в град Лерин, Гърция, обявена за паметник на културата.

## Местоположение
Къщата е разположена на ъгъла на улицитe „Капитан Пулакас“ и „Папаконстатинос Неретис“ № 6.

## История
Къщата е построена в 1931 година от Георгиос Модис и по-късно продадена на семейство Белкас.

## Архитектура
Основната фасада на сградата е полукръгла. На партерния етаж има три магазина. Приземните отвори – врати и прозорци, са засводени без увенчаване. На първия етаж отворите са със сводести венци. Балконите са без конзоли и парапетите им са масивни. Корнизът на пода излиза над балконите. В края на пода преди покрива има украса с релефни правоъгълници. В задната част има малка градина с желязна врата и парапети.